# Ховаварт
Ховаварт (нем. Hovawart) — порода собак, выведенная в Германии. Легко дрессируется, обладает устойчивой психикой, отсутствием агрессии к человеку. Первое упоминание датируется 1274 годом. Официально признана отдельной породой в 1932 году. В селекции с основным генетическим ядром использовались такие породы как кувас, леонбергер, ньюфаундленд. В рукописях XIII века впервые упоминается дворовая собака, выделяемая из других пород под названием «ховеварт» или «хофварт», что в переводе с немецкого означает «страж двора».

## История породы
Первое упоминание о породе встречается в 1274 году (хроники «Der Schwabenspiegel», Германия). В 1473 году собака, называемая ховаварт HOVA-der Hof (двор, усадьба), WART-der Wachter (охранник, сторож), оказывается в списке самых благородных пород Германии того времени. В средневековый период это была элитная собака, вызывающая удивление своей характерной способностью к принятию самостоятельных решений в критических ситуациях.
На протяжении многих веков, собака регулярно упоминается в кинологической литературе разных периодов («Породы собак» Л. Беккермана 1894 года, «Немецкие собаки и их происхождение» Р. Стребела 1904 г.). Огромную роль в образовании породы в том виде, в котором мы видим её сейчас, сыграли Бертрам и Курт Кёниг — в начале двадцатого столетия. Отец и сын восстанавливали породу в три этапа, начиная с 1915 года — выбирали наиболее крепких крестьянских собак, создавая генетическое ядро породы. Курт Кёниг, будучи профессиональным зоологом-селекционером возглавлял работу по восстановлению ховаварта, его племенному разведению и дрессировке, и в 1922 году зарегистрировал первый питомник породы. К 1937 году были зарегистрированы 125 пометов, а 20 марта того же года родился самый идеальный, по мнению Кёнига, хововарт — кобель Кастор, воплотивший в себе все достоинства породы и по сей день являющийся образцом стандарта. Кастор произвел на свет 32 помета практически идеальных щенков, и селекционную работу можно было бы считать достойно завершённой, если бы не Вторая мировая война. Поголовье было практически уничтожено, и только в 1949 году вновь налажена работа по восстановлению породы. В 1959 году ховаварт официально признан в Германии как служебная порода, а в 1964 году получает международное признание. Международная федерация ховавартов (IHF) образована в 1983 году.
В 1955 году породу признала Международная Кинологическая Федерация.

## Внешний вид
Среднего размера рабочая собака, длинношерстная, несколько вытянутая, крепкая, энергичная. От высоты в холке длина корпуса должна составлять 110—115 %.
Голова мощная, широкий лоб, длина морды и черепа примерно одинакова. Ножницеобразный прикус. Треугольные и широко посаженные уши. Шея с прилегающей кожей, средней длины. Крепкая прямая спина, сильная поясница, несколько скошенный средней длины круп, глубокая, широкая, сильная грудь. Длина хвоста — чуть ниже скакательных суставов, покрыт густой шерстью. Конечности прямые, сильные, с развитыми мускулами. Лапы круглые, компактные, сильные. Волосяной покров плотный, средняя жёсткость, небольшой подшерсток. Шерсть длинная, слегка волнистая. Более удлинена на животе, груди, хвосте и задней стороне конечностей. Окрас палевый, чёрно-подпалый и чёрный.
Высота в холке кобелей — 63—70 см, сук — 58—65 см. Вес кобелей — 40—45 кг, сук — 35—40 кг.

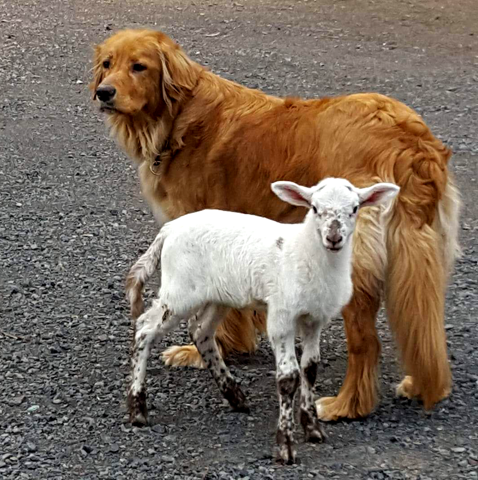

## Темперамент и поведение
Собака-компаньон, поисково-спасательная собака, охранник, сторож. Это спокойная уравновешенная собака, уверенная в себе с выраженным защитным инстинктом, выносливая, обладающая отличным нюхом. Универсальная рабочая собака с широкой областью применения. Это одна из самых лучших рабочих пород, качества которой развивали и культивировали веками. Отличный защитник и сторож, имеющий уравновешенную психику, ховаварт находит применение практически во всех сферах жизни, начиная от обычной охраны территории и заканчивая спасательной службой.